# Hippomedon
Hippomedon (altgriechisch Ἱππομέδων Hippomédōn) ist eine Gestalt der griechischen Mythologie. Er gehörte zu den Sieben gegen Theben.
Die Abstammung des Hippomedon wird in den Quellen verschieden angegeben. Entweder  war er ein Sohn des Talaos oder des Aristomachos oder des Mnesimachos und der Metidike, der Tochter des Talaos. Im ersteren Fall wäre er ein Bruder des argivischen Königs Adrastos, in den beiden letzteren Fällen hingegen dessen Neffe.
Hippomedon lebte entweder in Mykene oder auf einer Burg bei Lerna, deren Fundamente der im 2. Jahrhundert n. Chr. lebende griechische Reiseschriftsteller Pausanias noch sah. Mit Euanippe zeugte Hippomedon einen Sohn, den Epigonen Polydoros.
Am Zug der Sieben gegen Theben nahm auch Hippomedon teil. Beim griechischen Tragödiendichter Aischylos erscheint er als riesiger, starker Held, der als Emblem das feuerspeiende Ungeheuer Typhon auf seinem Schild führte und das von Hyperbios verteidigte, nach Athena Onkaia benannte Stadttor Thebens angriff. Euripides zufolge kämpfte er hingegen am Ogygischen Stadttor. Gemäß der Darstellung der Bibliotheke des Apollodor bezog Hippomedon beim Onkaischen Stadttor Stellung und kam nach dem Zweikampf zwischen Eteokles und Polyneikes (die sich gegenseitig töteten) durch die Hand des  Ismaros, Sohns des Astakos, ums Leben. In der Thebais des römischen Epikers Publius Papinius Statius gewann Hippomedon einen Diskuswettkampf, beschützte die sterblichen Überreste des Tydeus, brachte den Crenaeus um und wurde selbst durch eine Übermacht der Stadtverteidiger und durch von Crenaeus’ Großvater, dem Flussgott Ismenus, gesandte Fluten getötet.